# 1921 em Portugal
Lista dos principais acontecimentos no ano 1921 em Portugal.

## Incumbentes
- Presidente da República: António José de Almeida
- Presidente do Ministério: Liberato Pinto (28.º governo republicano) até 2 de março; Bernardino Machado (29.º governo republicano) entre 2 de março e 24 de maio; Tomé de Barros Queirós (30.º governo republicano) entre 24 de maio e 30 de agosto; António Granjo (31.º governo republicano) entre 30 de agosto e 19 de outubro; Manuel Maria Coelho (32.º governo republicano) entre 20 de  outubro e 5 de novembro; Carlos Maia Pinto (33.º governo republicano) entre 5 de novembro e 16 de dezembro; Francisco da Cunha Leal (34.º governo republicano) a partir de 16 de dezembro
- Presidente da Câmara dos Deputados: Abílio Marçal (IV Legislatura) até 23 de maio; Jorge de Vasconcelos Nunes (V Legislatura) a partir de 1 de agosto
- Presidente do Senado da República: António Xavier Correia Barreto (IV Legislatura) até 31 de maio; Augusto Barreto (V Legislatura) a partir de 2 de agosto

## Eventos

### Março
- 6 — Como resultado da cisão com as correntes anarquista e socialista na Federação Maximalista Portuguesa, é fundado em Lisboa, na sede da Associação dos Empregados de Escritório, o Partido Comunista Português.[1]

### Abril
- 7 — Lançamento do primeiro número do jornal diário vespertino Diário de Lisboa.[2]

### Maio
- 26 — Um violento incêndio causa a quase total destruição da Igreja de São Mamede, em Lisboa.[3]

### Outubro
- 15 — Lançamento do primeiro número da revista Seara Nova.[4]
- 19 — Noite Sangrenta: uma junta revolucionária liderada por Manuel Maria Coelho obriga a queda do governo liderado por António Granjo; no ambiente de impasse, setores radicais da Marinha e da Guarda Nacional Republicana bem como civis armados sequestram Granjo e assassinam-no a tiro; são também mortos, entre outros, Machado Santos e José Carlos da Maia, dois dos históricos da Implantação da República Portuguesa.[5]
- 30 — Realização de uma manifestação de homenagem ao Presidente da República, António José de Almeida, que o demove da sua intenção de se demitir na sequência da Noite Sangrenta.[6]

### Novembro

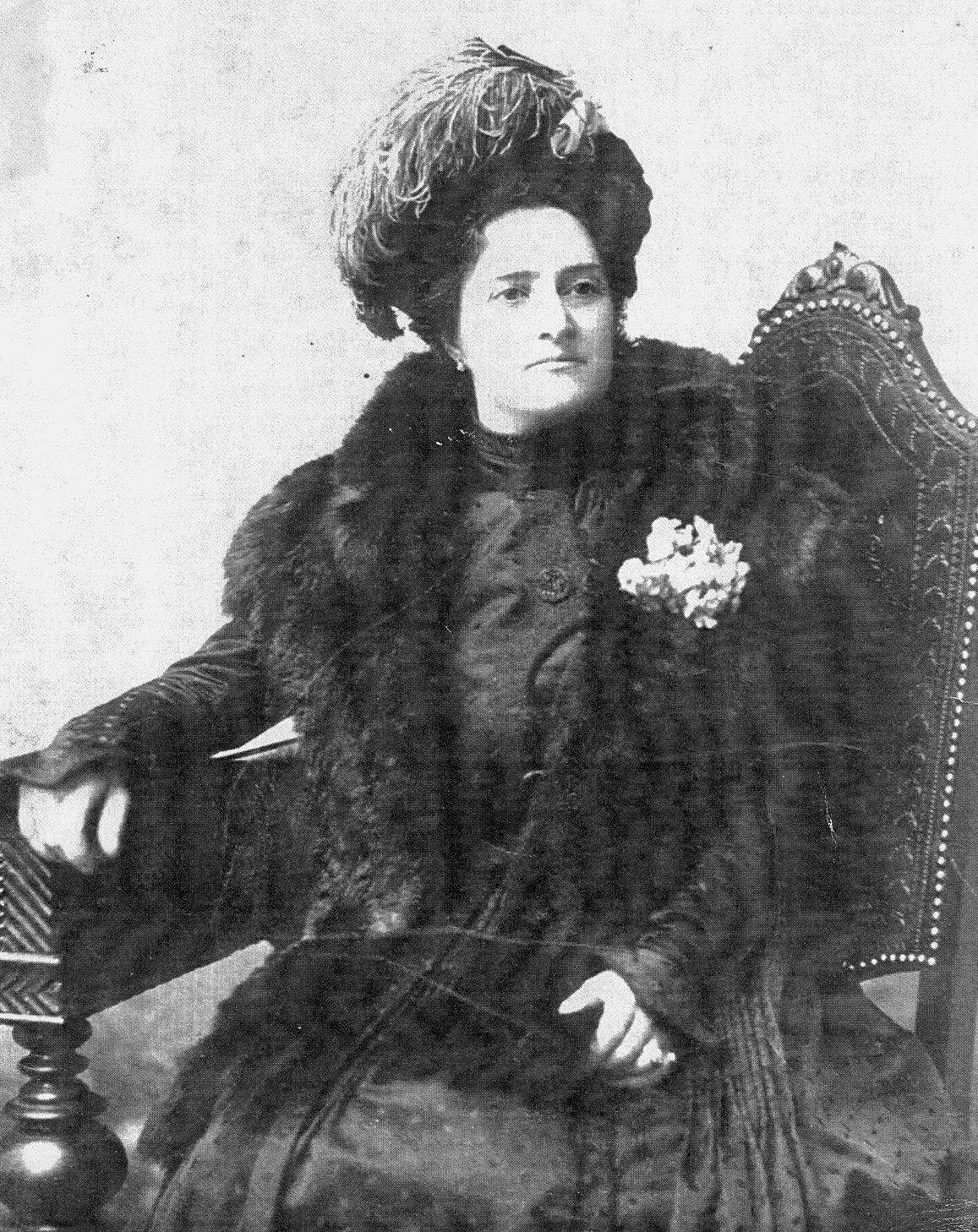
Ana Pereira

- 19 — Desembarque dos últimos Imperadores da Áustria, exilados, Carlos de Habsburgo e Zita de Bourbon-Parma, no Funchal, a bordo do cruzador inglês Cardiff; fixam residência na Vila Vitória, anexo do Hotel Reid's.[7]

## Desporto

### Futebol
- Primeira Divisão de 1920–21
- Segunda Divisão de 1920–21

## Nascimentos

### Janeiro
- 1 — António Sousa Freitas, poeta e letrista (m. 2004)
- 22 — Jaime Serra, deputado e membro histórico do comité central do PCP

### Fevereiro
- 11 — Mário Moniz Pereira, atleta (m. 2016)
- 13 — António Calapez Garcia, médico, empresário e político (m. 2010)
- 17 — João Dias Rosas, economista e político
- 29 — Jaime Ornelas Camacho, engenheiro civil e político, primeiro Presidente do Governo Regional da Madeira (m. 2016)

### Março

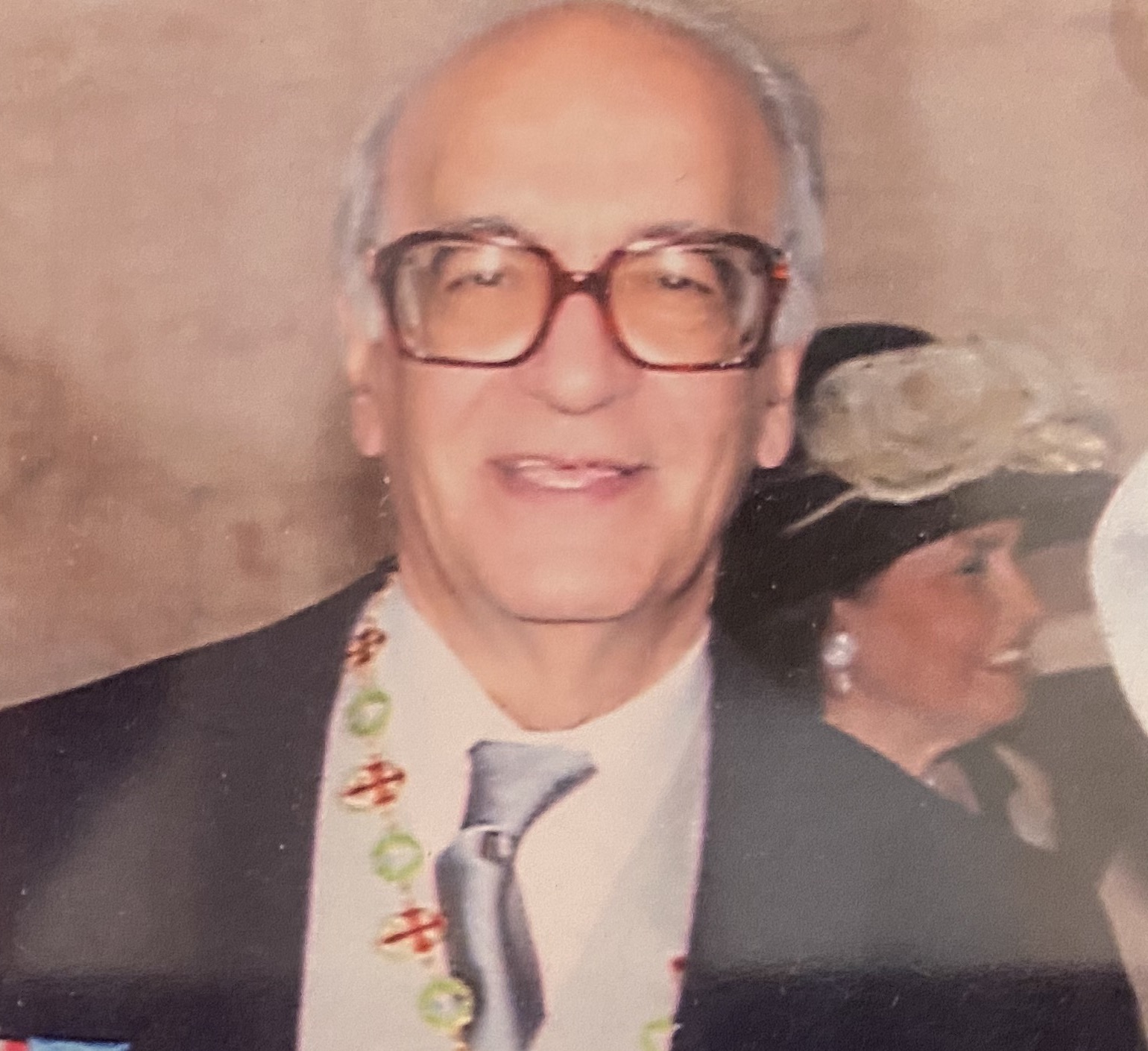
Jorge Borges de Macedo

- 1 — Eurico da Fonseca, especialista em astronáutica (m. 2000)
- 2 — Henrique Barrilaro Ruas, historiador, ensaísta e político (m. 2003)
- 3 — Jorge Borges de Macedo, historiador (m. 1996)
- 16 — José Gonçalo Correia de Oliveira, jurista e político (m. 1976)
- 18 — Mário Bonito, arquiteto (m. 1976)
- 22 — Arnaldo Pinto Loureiro, político (m. 2001)

### Maio

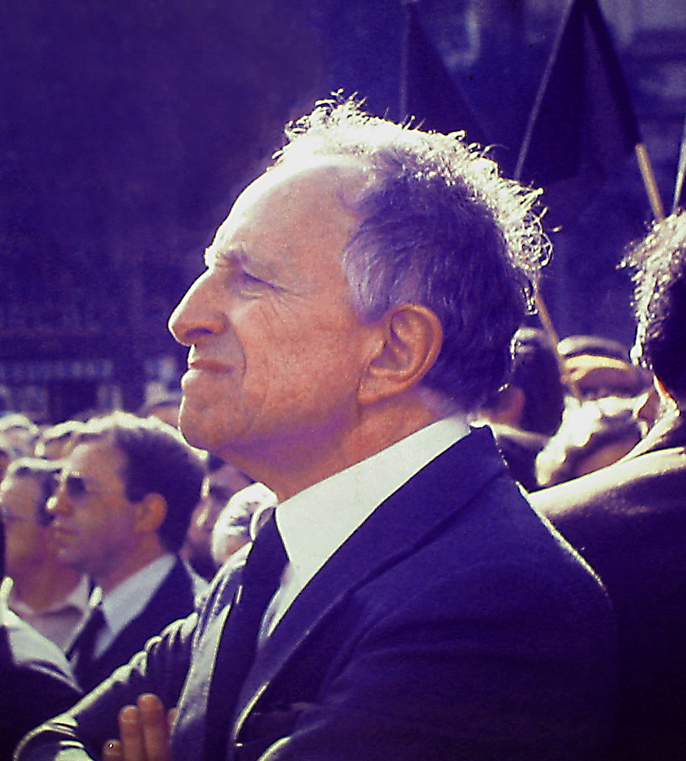
Vasco Gonçalves

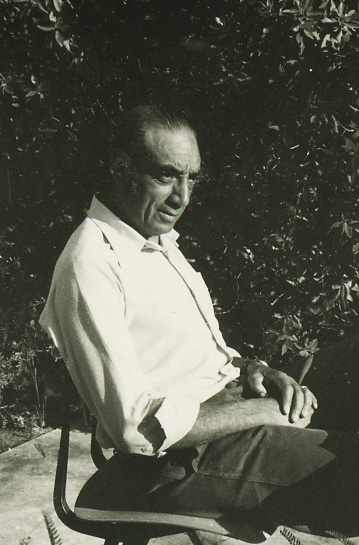
Sá Nogueira

- 3 — Vasco Gonçalves, militar e chefe do governo durante o PREC (m. 2005)
- 18 — Alberto Ralha, farmacêutico, químico e político (m. 2010)
- 19 — Sá Nogueira, pintor modernista (m. 2002)
- 30 — Cecília Supico Pinto, fundadora e dirigente do Movimento Nacional Feminino (m. 2011)

### Junho

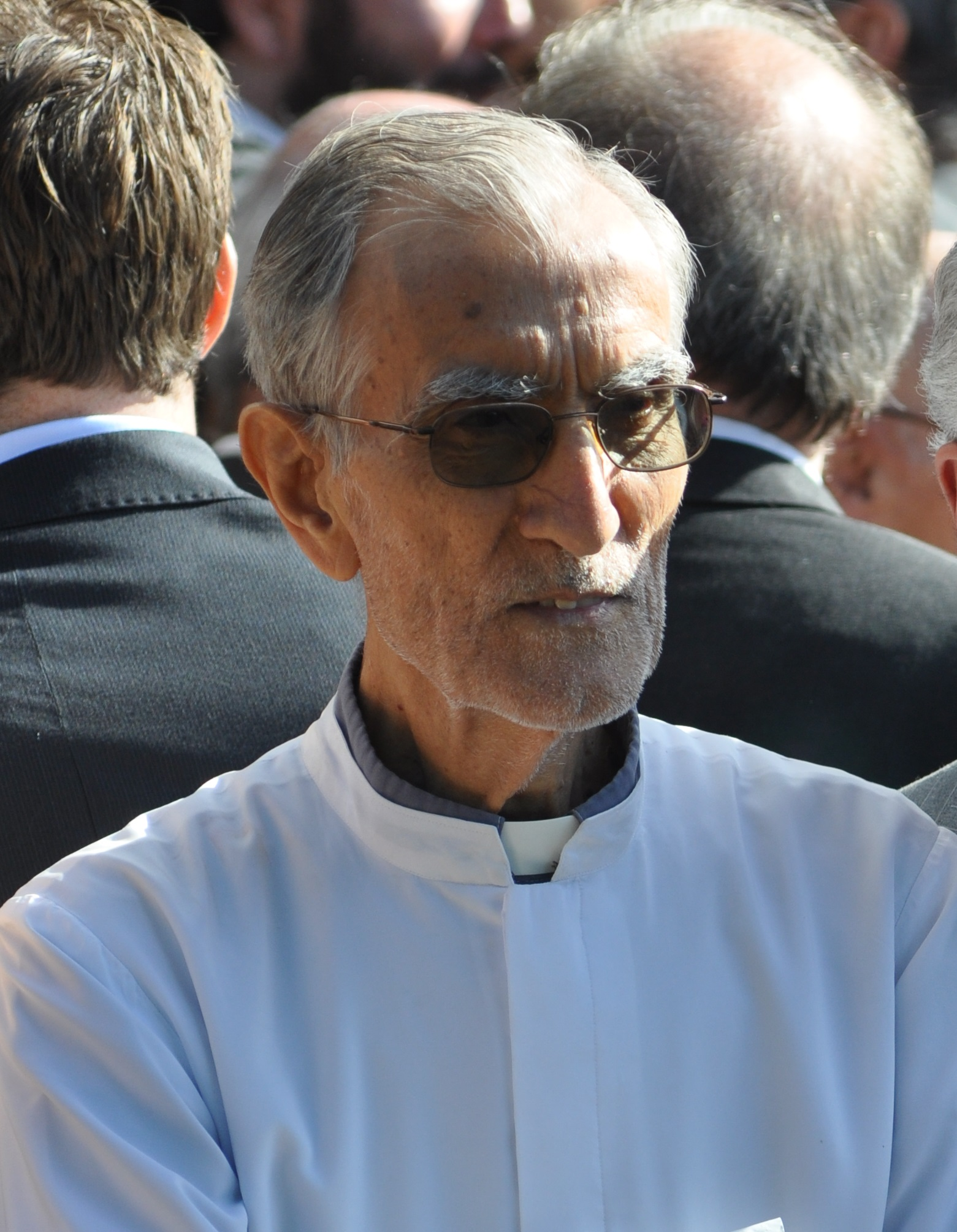
João Felgueiras

- 3 — Mário Montalvão Machado, advogado e político (m. 2010)
- 9 — João Felgueiras, padre jesuíta
- 20 — Leonel Duarte Neves, meteorologista e escritor (m. 1996)
- 20 — Matilde Rosa Araújo, escritora (m. 2010)
- 28 — Martins da Costa, pintor (m. 2005)

### Julho

Adelaide João

- 1 — Sabina Santos, ceramista (m. 2005)
- 7 — Manuel Amorim de Sousa Meneses, militar e político (m. 2012)
- 14 — Mário Braga, escritor, tradutor e jornalista (m. 2016)
- 27 — Adelaide João, atriz (m. 2021)
- 28 — Ernesto Nogueira de Oliveira, futebolista (m. 2016)

### Agosto
- 1 — Rui Grácio, investigador das ciências da educação (m. 1991)
- 4 — Carlos Galvão de Melo, militar e político, membro da Junta de Salvação Nacional (m. 2008)
- 10 — Carlos de Oliveira, escritor (m. 1981)
- 10 — Alberto Morais, futebolista (m. 2008)

### Setembro
- 8 — Laura Alves, atriz (m. 1986)

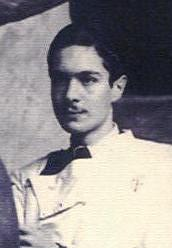
Arlindo Rocha

- 10 — Fernando Bandeira Ferreira, arqueólogo (m. 2002)
- 16 — Maria Teresa Eugénio de Almeida, benemérita (m. 2017)
- 18 — Maria Judite de Carvalho, escritora (m. 1998)
- 22 — António Aragão, escritor, historiador e pintor (m. 2008)
- 23 — Arlindo Rocha, escultor (m. 1999)

### Outubro
- 6 — Rogério Peres Claro, professor, jornalista e historiador (m. 2015)
- 24 — Clemente Rogeiro, político e advogado (m. 2010)
- 25 — Ester de Abreu, atriz (m. 1997)

### Novembro

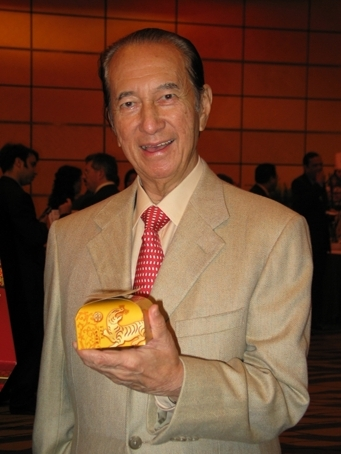
Stanley Ho

- 1 — António Domingues, pintor e ilustrador (m. 2004)
- 5 — António da Costa Leal, político (m. 2007)
- 15 — José Alberto Neves Candeias, virologista (m. 2014)
- 18 — Duarte Borges Coutinho, empresário, dirigente do Sport Lisboa e Benfica (m. 1981)
- 18 — Natália Nunes, escritora, tradutora e ensaísta (m. 2018)
- 25 — Stanley Ho, industrial de casinos e empresário (m. 2020)

### Dezembro
- 1 — Ário Lobo de Azevedo, engenheiro agrónomo (m. 2011)
- 20 — Tomás da Rosa, professor, latinista e ensaísta (m. 1994)

## Mortes

### Janeiro

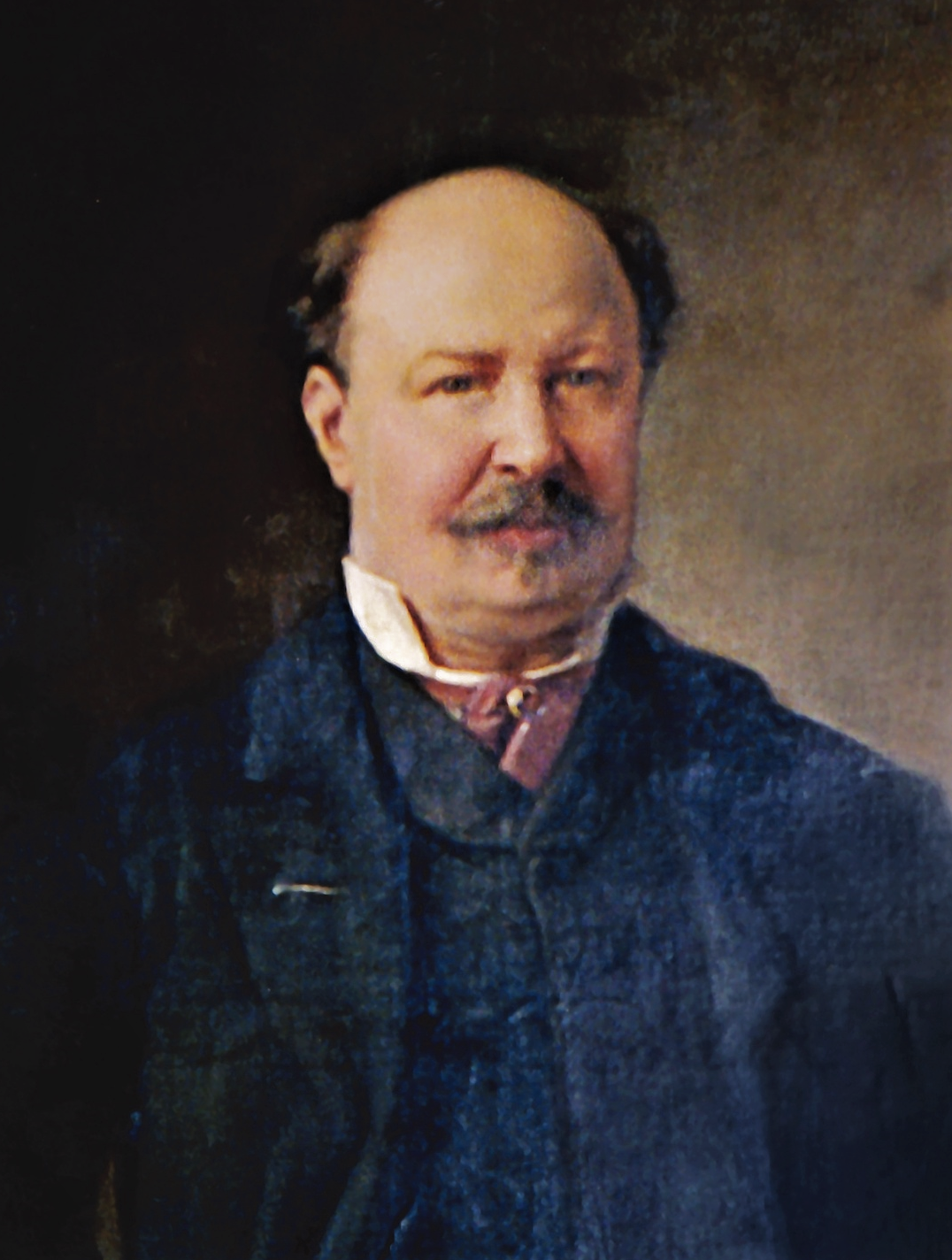
Pereira Cão

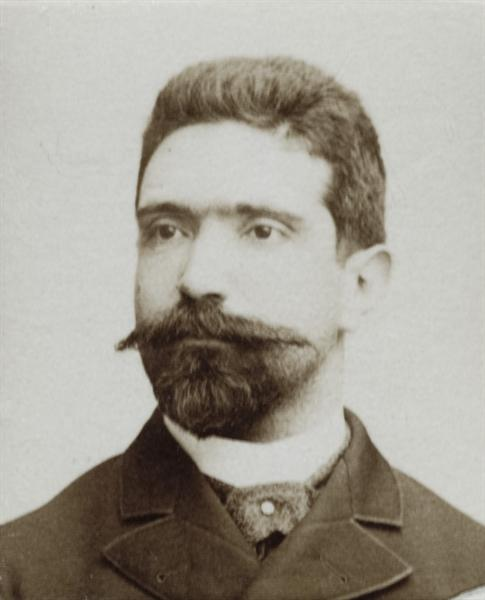
Aarão Ferreira de Lacerda

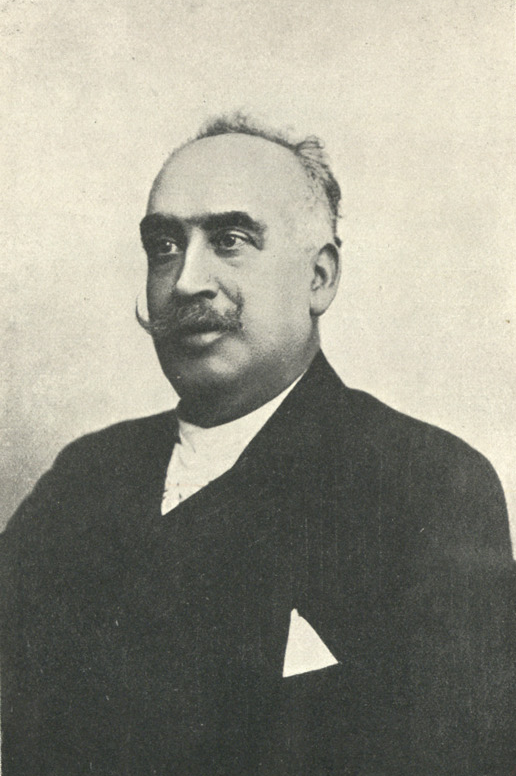
António Gomes Leal

- 16 — Pereira Cão, pintor e decorador (n. 1841)
- 16 — Aarão Ferreira de Lacerda, zoólogo, médico e professor universitário (n. 1863)
- 29 — António Gomes Leal, poeta e crítico literário (n. 1848)
- 23 — Filomeno da Câmara Melo Cabral, médico hidrologista e reitor da Universidade de Coimbra (n. 1844)

### Fevereiro

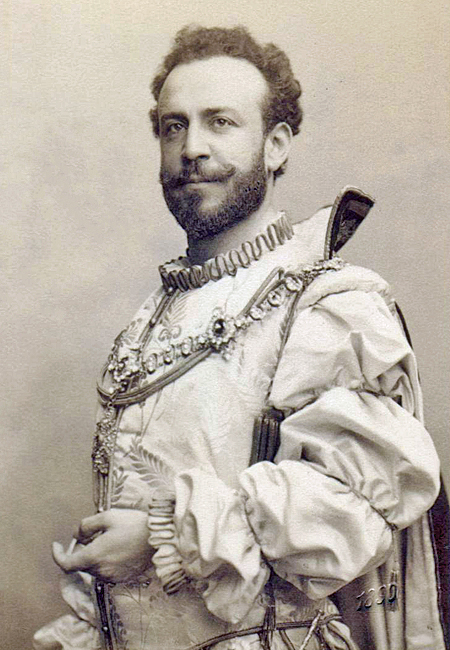
Francisco d'Andrade

- 8 — Francisco d'Andrade, cantor lírico (n. 1859)
- 17 — Mariana Belmira de Andrade, poetisa (n. 1844)
- 25 — José de Arriaga, historiador e escritor (n. 1844)

### Março

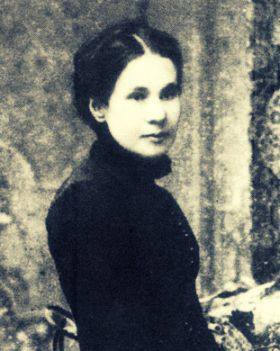
Maria Amália Vaz de Carvalho

- 24 — Maria Amália Vaz de Carvalho, escritora e ativista feminina (n. 1847)

### Abril

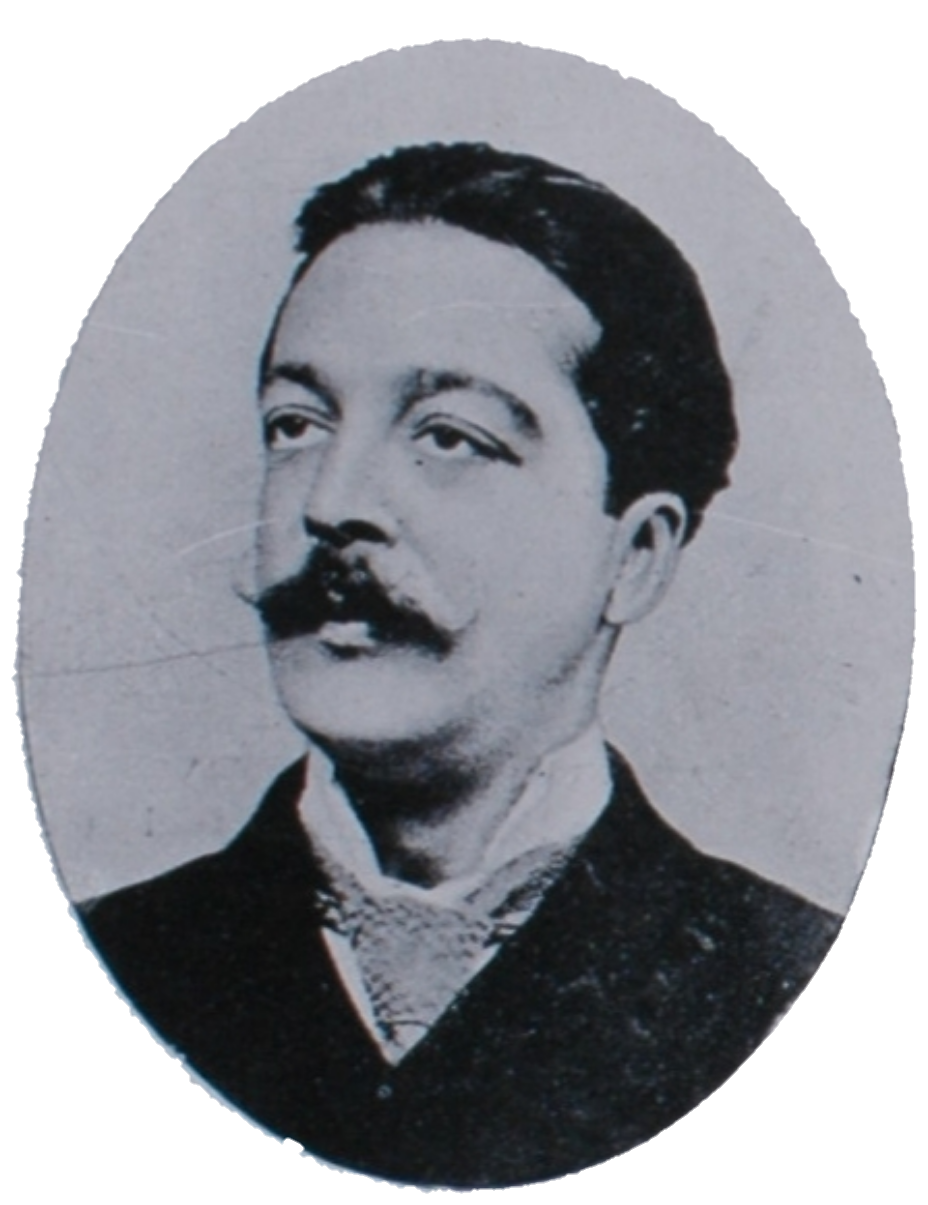
Alexandre Braga

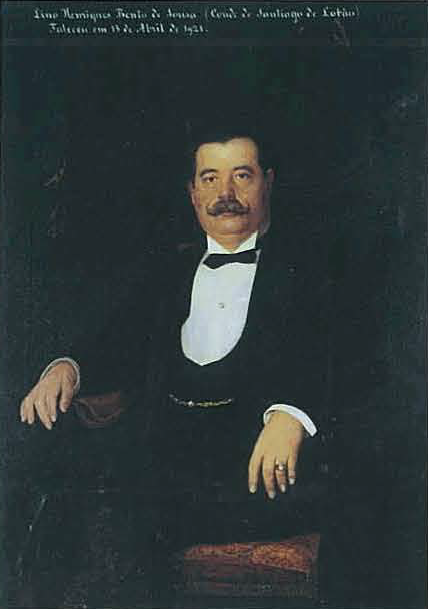
Conde de Santiago de Lobão

- 7 — Alexandre Braga, advogado e político (n. 1868)
- 13 — D. Lino Henrique Bento de Sousa, 1.º Conde de Santiago de Lobão, comerciante e filantropo (n. 1857)
- 22 — Fernando Matoso dos Santos, professor e político (n. 1849)

### Junho

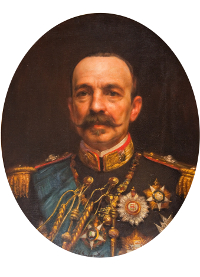
Sebastião Teles

- 7 — Sebastião Teles, militar e político (n. 1847)

### Julho

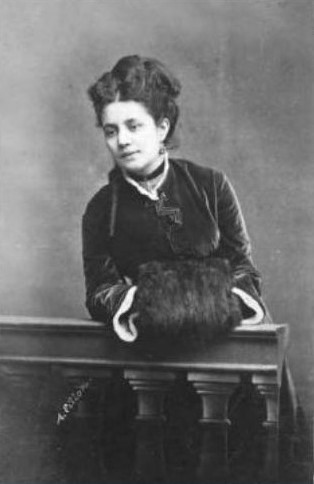
Emília dos Anjos

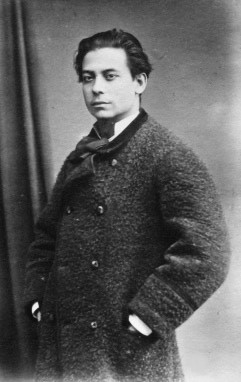
Joaquim de Almeida

- 3 — Emília dos Anjos, atriz (n. 1846)
- 22 — Joaquim de Almeida, ator (n. 1838)

### Agosto
- 14 — Ângelo de Lima, pintor e poeta (n. 1872)

### Outubro

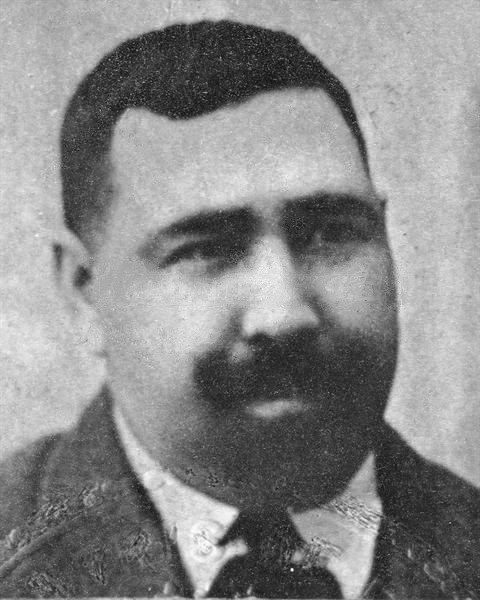
António Granjo

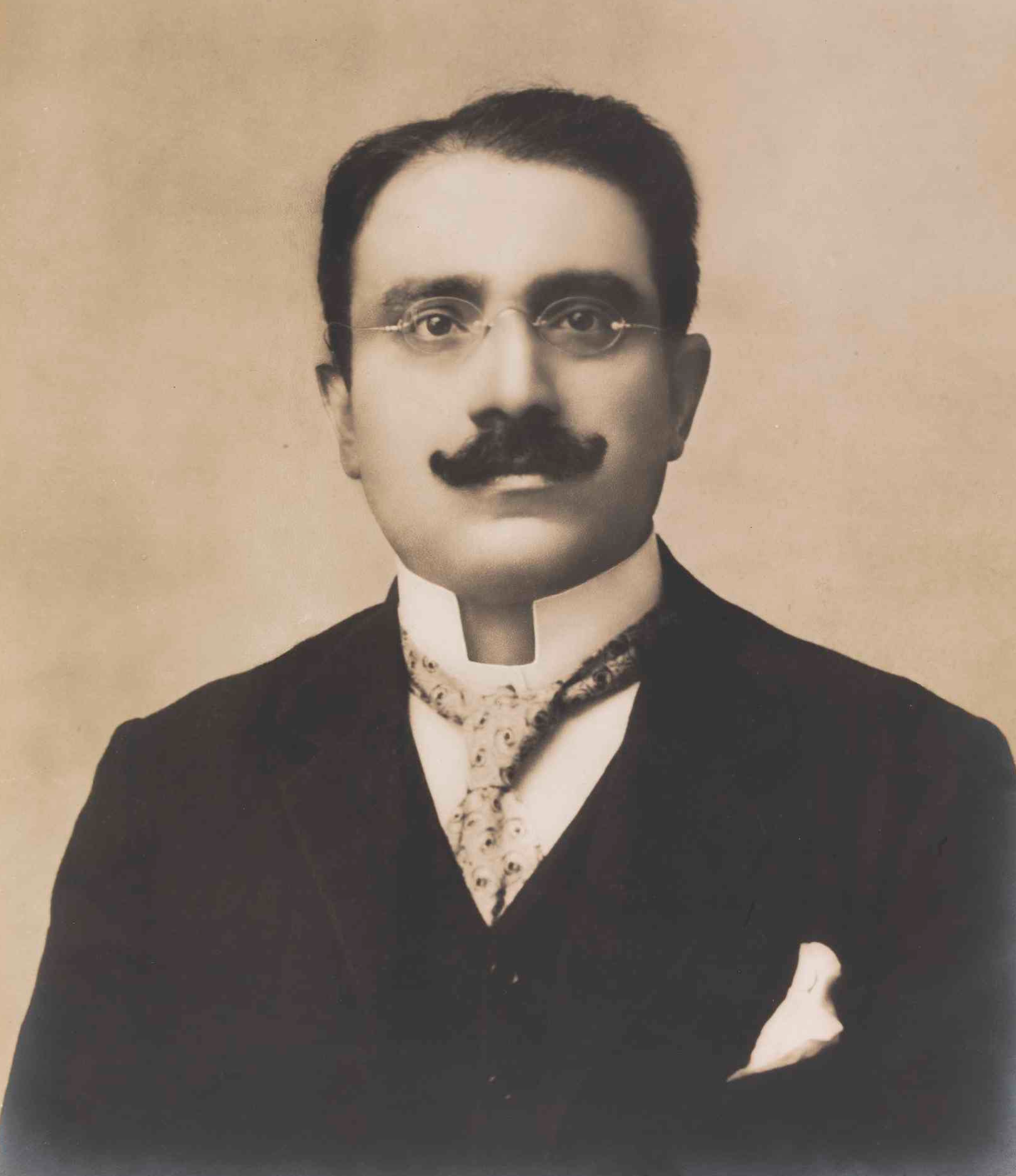
António Machado Santos

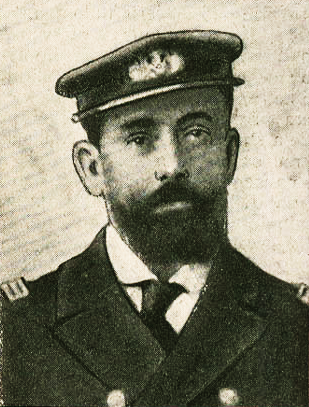
José Carlos da Maia

- 19 — António Granjo, advogado e político (n. 1881)
- 19 — António Machado Santos, militar e político (n. 1875)
- 19 — José Carlos da Maia, militar e político (n. 1878)

### Novembro
- 24 — Ana Pereira, atriz (n. 1845)

### Dezembro

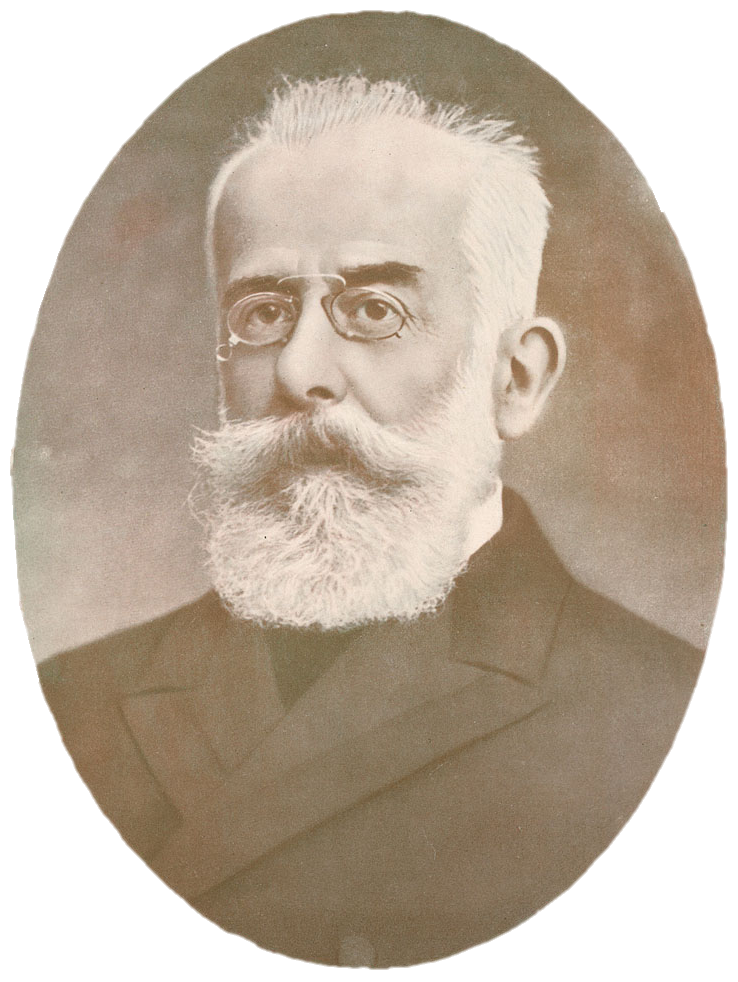
Anselmo Braamcamp Freire

- 8 — Manuel António de Moura, pintor e restaurador (n. 1838)
- 17 — Manuel Jacinto da Ponte, professor e político açoriano (n. 1843)
- 23 — Anselmo Braamcamp Freire, historiador, escritor e político (n. 1849)